# Junta d'Obres del Port
La Junta d'Obres del Port és un edifici situat a tocar del moll de la Fusta del Port de Barcelona, prop del Monument a Colom, catalogat com a bé amb elements d'interès (categoria C).

## Història

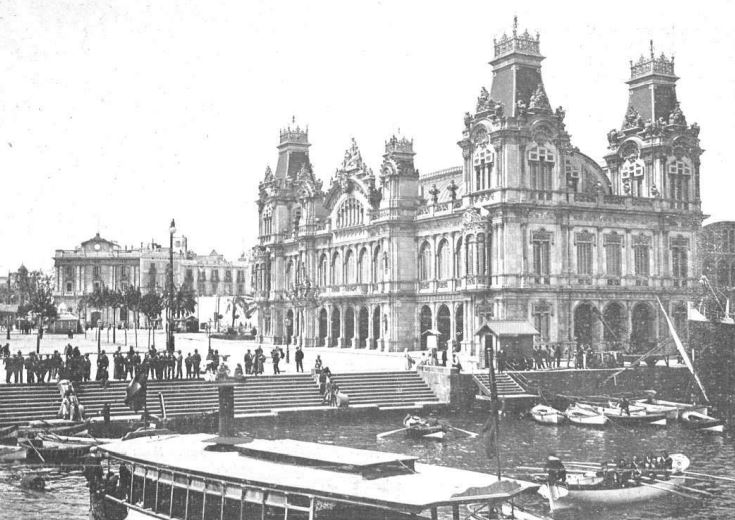
L'edifici el 1907

Va ser projectat per Julio Valdés el 1903 i enllestit el 1907 com a estació marítima, amb serveis (duana, correus, restaurant, etc.) per als viatgers que arribaven per mar. El 1918, es destinà a oficines de la Junta d'Obres del Port, l'actual Autoritat Portuària de Barcelona.
Durant la Guerra Civil espanyola, l'edifici, que acollia el restaurant «El Mundial» a la planta superior, fou severament afectat pels bombardejos, i per aquest motiu va haver de ser restaurat a partir de l'any 1940. Més recentment va patir la construcció d'una remunta que ha desfigurat l'efecte del sistema de torres angulars, cresteria i coberta bombada.

## Descripció
De planta rectangular, té planta baixa i dos pisos. Les façanes, sobretot la principal, es caracteritzen per una acumulació molt important de trets decoratius d'estil eclèctic. A la planta baixa hi trobem un seguit d'obertures amb arc de mig punt flanquejades per pilastres amb un capitell molt senzill. Per sobre, noves pilastres llises continuen el mateix eix vertical i sobrepassen una balustrada decorada situada al tram central. En aquesta planta, noves múltiples obertures també de mig punt amb tendals en mitja volta. El darrer pis, amb tipologia de golfes però amb una important alçada, les obertures són menors i quadrangulars. S'hi combinen les balustrades i les balconades. En tota la façana, la forja emprada és molt bigarrada. Un dels trets més definitoris d'aquest edifici és la presència de quatre grans torres de planta quadrangular situades en cadascun dels vèrtexs de l'immoble. Altres dues torres més petites se situen entre aquestes i la cornisa de les façanes anterior i posterior. Aquesta cornisa davantera és bastant prominent i està coronada per tres escultures principals amb icones marines flanquejades per lleons alats. Té una àmplia profusió d'ornamentació aplicada, destacant la rica cresteria de la zona de cobertes.
La seva ubicació en un espai molt més ampli que el baixador ferroviari i la seva funció de porta d'entrada als viatgers que arribaven per mar a la ciutat va possibilitar la construcció d'un edifici, que un cop més apel·la a la tipologia del palau, i que torna a prendre l'arquitectura francesa com a model. De la mateixa manera que l'edifici de la Companyia de Gas Lebon, té quatre torres angulars amb coberta molt inclinada i profusió d'ornamentació aplicada, destacant la rica cresteria de la zona de cobertes, a més d'una agosarada combinació de les obertures d'arc de mig punt, sobre columnes, a la façana principal, seguint el model de la Grand Òpera de París, i finestrals setcentistes de tradició catalana a les façanes laterals i posterior.